# Michele Canzoneri
Michele Canzoneri (* 1944 in Palermo) ist ein italienischer Künstler.

## Leben und Werk
Inspiriert durch die Arbeiten der „Fucina degli angeli“ (Engelsschmiederwerkstatt) von Egidio Costantini in Venedig begann Michele Canzoneri in den 1970er Jahren seine künstlerische Laufbahn mit der Erschaffung von „GAVs: gabraster + aria + vetro“ (Gabraster + Luft + Glas). Im Inneren eines transparenten Körpers in Würfel-, Halbkugel- oder Prismenform mischen sich Formen aus geblasenem Glas, teils leer, teils mit farbigem Kunstharz (Gabraster, polyester resin) gefüllt. Unterhalb der Körper werden Lichtquellen installiert. Die GAVs verwandeln sich so in Objekte, die das Licht in sich fangen und mit dem Gabraster farbig färben. Den GAVs waren Ausstellungen von 1972 bis 1974 in Mailand, London, New York und Genua gewidmet.
Ab 1976 arbeitete Canzoneri an einem Zyklus des Bardo Thädol, dem tibetischen Buch der Befreiung. Es war der Moment für ein neues Material, antikes Papier, geprägt von Farbe und Zeit, als Untergrund, von dem die Zeichen langsam sichtbar zu werden scheinen, um schließlich an der Oberfläche an Wert zu gewinnen.
Ebenfalls 1976 begann Canzoneri eine intensive Arbeit als Bühnenbildner im Theater. Canzoneri schuf u. a. Bühnenbilder
- für das Fenice in Venedig (Blaubart von Camillo Togni) 1977
- für die Scala in Mailand 1978
- für das Teatro dell’Opera di Roma 1978
- für das Teatro Comunale in Bologna (Parsifal von Richard Wagner) 1978
- für das Teatro Regio di Torino (Elegie für die jungen Liebenden von Hans Werner Henze, Marva von Igor Strawinski und Pantea von Gian Francesco Malipiero) 1978

Die Bühne des Theaters, belebt von den geschaffenen Bühnenbildern, wurde für Canzoneri zu einem Ort, an dem Licht die Ereignisse wie ein Blitz herausstellt. Die Bühnenbilder führten ihn zu seiner intensiven Beschäftigung mit dem Licht.
Das Thema Licht kehrte in den ersten von Canzoneri gestalteten Fenstern wieder, die er 1979 für das Arbeitszimmer des Kunsthistorikers Rosario La Duca in Palermo schuf. Die Absicht lag nun nicht mehr darin, dass das Glas den leuchtenden Glanz in sich selbst kondensiert, wie es bei den GAVs der Fall war, sondern vielmehr darin, das Licht auf natürliche Weise durch dünne Scheiben hindurch scheinen zu lassen. Die Technik blieb jedoch an die GAVs angelehnt, mit geblasenen, farbigen Glaskörpern in vergleichsweise massiven Kunstharzscheiben.
Ab 1984 arbeitete Canzoneri an einem Evangeliario Moderno, einer von der Conferenza Episcopale Italiana in Auftrag gegebenen Arbeit. Hier begegnen sich Canzoneris tiefe Spiritualität und das Heilige. Diese Begegnung wird dauerhaft, als Canzoneri 1985 den beauftragt wurde, die Fenster in der Kathedrale von Cefalù zu gestalten. Zwischen 1985 und 2002 entwarf Canzoneri 42 Fenster zu biblischen Motiven (Schöpfung (im Mittelschiff), Verklärung Jesu, die Mission von Petrus und Paulus gemäß der Apostelgeschichte (im nördlichen und südlichen Seitenschiff), Offenbarung des Johannes, Jüngstes Gericht). Canzoneris Fenster stehen im Dialog mit dem Licht selbst, wodurch die Glaswand zu dem Ort wird, an dem sich das göttliche Mysterium abspielt. Um das Werk realisieren zu können, studierte der Künstler eingehend die Abstufungen des Lichtes im Tages- und im Jahresverlauf. „Die Glasfenster von Cefalù gehören wohl zu den besten liturgischen Kunstwerken, die in Italien nach dem Konzil geschaffen worden sind.“
1992 wurde in den Räumen der Krypta der Capella Palatina in Palermo die von Canzoneri gestaltete Ausstellung Il muro del tempo (die Mauer der Zeit) eröffnet. Diese Ausstellung widmete sich dem normannischen König Roger II., welcher nach der Legende die Kathedrale von Cefalù als Dank für den verhinderten Untergang seines Reiches erbauen lässt.
Seit 1996 ist Canzoneri verantwortlich für die Cantieri Culturali della Zisa in Palermo.

## Ausstellungen / Arbeiten für Filme (unvollständig)
1969 
- Nuovi materiali – Nuove tecniche, Palermo
- Il Rassegna Internazionale d'Arte, Acireale

1970
- Sculture luminose für den Film Rara Requiem von Sylvano Bussotti, Rom

1971
- Nuove Presenze, Acquasanta Terme
- Einzelausstellung, Loggia di Giulio Romano, Mantua

1972
- Oggetto GAV, Montedison, Mailand
- Einzelausstellung, Centro Attività Visive, Palazzo dei Diamanti, Ferrara
- Einzelausstellung, Galleria Rotta, Mailand

1973
- Sculture Luminose, Montedison Center in Mailand, London und New York
- Omaggio a Picasso, Caracas

1974
- Einzelausstellung, Galleria Rotta, Mailand
- Seminario-Mostra La luce della città, Belgrad